# Żebbuġ Rangers Football Club
Maillots
Le Zebbug Rangers Football Club est un club maltais de football basé à Zebbug, fondé en 1943.
Le club évolue pour la première fois en première division en 1970, et pour la dernière fois en 2023.

## Historique
- 1943 : fondation du club

## Palmarès
- Championnat de Malte de football de deuxième division
  - Champion : 2022